# Torre del Reloj (Ayerbe)

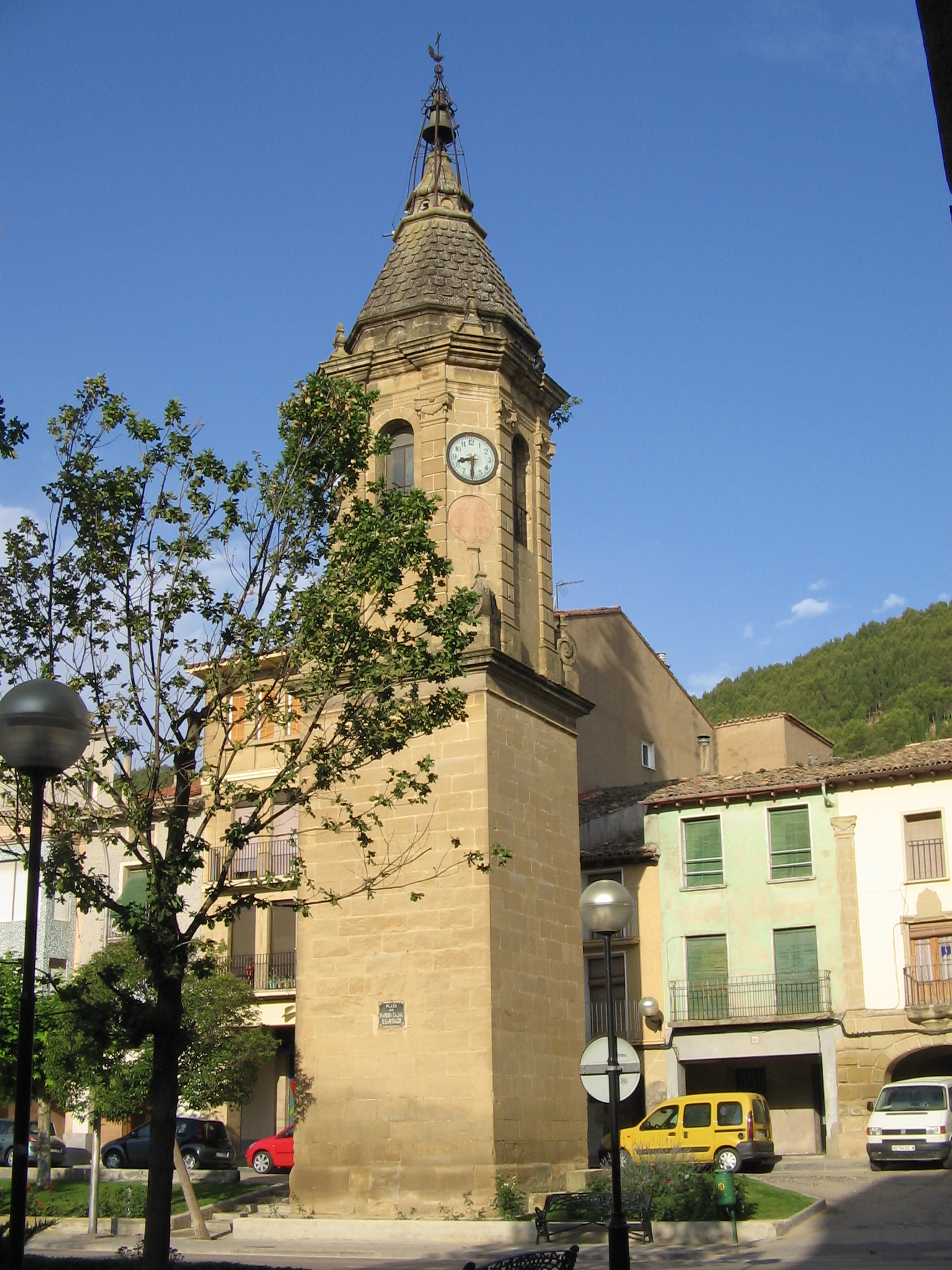
Torre del reloj de Ayerbe

La Torre del reloj de Ayerbe es una obra civil, de estilo barroco, erigida en 1798 - 1799 para albergar el reloj del Concejo. Corresponde a un edificio exento de casi 30 m de altura ubicado en la plaza Baja, cerca del antiguo Ayuntamiento y del que fuera Palacio de los Marqueses de Ayerbe., resultando ser una construcción singular en las comarcas del contorno por no existir este tipo de edificaciones diferenciado de la iglesia o ayuntamiento. Desde su construcción es el techo de la villa y símbolo de la misma

## Estructura
Su fábrica es de sillares, de un cuerpo liso que tiene una sencilla y pequeña puerta adintelada para acceso. 
El cuerpo superior es de planta cuadrada con ángulos achaflanados (octógono irregular). En los espacios liberados por los chaflanes hay unas aletas en forma de volutas que hacen la conjunción formal entre los cuerpos superior e inferior, de planta cuadrada. Cada uno de los cuatro frentes del cuerpo superior está enmarcado por pilastras de sillares, cuyas juntas están. rehundidas, creando un decorativo efecto de claroscuro. Sobre ellas hay capiteles de guirnaldas que sostienen una volada cornisa con distintas molduras. 
El chapitel es pirámide octogonal recubierto de escamas y coronado por una campana. En sus orígenes, estuvo rematada por un pináculo de piedra que más tarde fue rebajado para colocar otra campana en el cierre
La torre encuentra rasgos semejantes en las torres de Ortilla, Quinzano y Sarsamarcuello, con la última, salvo pequeñas diferencias, podría decirse que son gemelas.

## Orígenes e historia
Desde 1563 contaba Ayerbe con reloj y campana horaria en la torre de, la que fue antigua parroquia de Ayerbe, Santa María de la Cuesta (la tradición en el siglo XVIII, según Manuel Silvestre Alcay, ya señala tal circunstancia). Desde la Edad Media, las campanas de las iglesias (Ayerbe tenía tres) fueron determinantes en el desarrollo de la vida cotidiana y fue la causa de que el primer reloj se pusiera en la parroquia. Las campanas marcaban las horas de los rezos y señalaban también el ritmo de trabajo. Indicaban la hora a la que había que levantarse, dirigirse al trabajo, descansar o finalizar la jornada laboral. 
Desaparecida por ruina entre 1750 y 1796; tan solo la campana y mazo habían quedado útiles; y con el fin de suplir a dicha torre que marcaba la vida comunitaria, el Ayuntamiento y Junta de Propios después de desestimar el traslado del reloj a la torre se San Pedro, vio la necesidad de reemplazarla por una nueva.
No teniendo el Ayuntamiento medio alguno para acometer tal empresa, acudió al Real y Supremo consejo por la vía ordinaria en solicitud de que se le concediese permiso para costear las obras del caudal de Propios. 
El día 23 de diciembre de 1797, Alcaldes, Regidores, Diputados, sindico procurador, Ayuntamiento y Junta de Propios (Vicente Langlés, Antonio Longarón, Ramón Esco, Joaquin Gallego, Pablo del Río y Lacambra, Pablo del Río y Yssarre, Lorenzo Cinto, y Ramón) reunidos con Thomás Gállego, maestro de obras de la Villa, ante el notario público de Ayerbe, José Rocha, estimaron las obras, con un reloj nuevo, en 30.588 reales y 8 monedas de vellón.
Practicadas las diligencias oportunas, se sirvió el Real y Supremo consejo conceder el correspondiente permiso para gastar en la construcción de la enunciada torre y composición del reloj, treinta mil quinientos ochenta y ocho reales y ocho monedas de vellón en que había sido trazado el costo, teniendo por conveniente hacer la obra y reparo de lo referido.
En el contrato se expresa que Tomás Gállego se ha de obligar, y por él se obliga, a hacer a su coste y expensas la torre para colocar el reloj
- de piedra nueva los ángulos de ella y aprovechando para lo demás la que se halla en la torre derruida
- reparando, componiendo, y colocando igualmente a sus expensas el reloj
- Concluir la obra y puesto el reloj en la torre en dieciocho meses, que finalizan en el día de San Juan de junio, del año que vendrá de mil setecientos noventa y nueve ( 24 de junio de 1799 )

Por su parte el Ayuntamiento y Junta de Propios entregarían, a Tomás Gállego, los 30.588 reales y 8 monedas de vellón en cinco partes iguales, por el depositario que se nombrase de dicho caudal.
- el primero sería al comenzar la obra
- los otros conforme se fuera adelantando

En un principio se proyectó una torre como la derruida, pero Tomás Gállego, al considerar que dicha torre no sería suficiente y que no tendría las proporciones que correspondían, presentó un nuevo proyecto con mejoras útiles y ventajosas.
El Ayuntamiento aprueba este nuevo proyecto y Gállego, en compensación al mayor trabajo de este diseño, pone algunas condiciones que serán también admitidas
- contribuir el Pueblo con la conducción de materiales hasta poner los necesarios al pie de la obra
- contribuir el Pueblo con el peonaje que necesite para la escombra y descubrimiento de pedreras
- contribuir el Pueblo con los peones que sean menester para hacer la leña empleada en cocer la cal necesaria en obrar la Torre

Si el Pueblo se negaba a contribuir en alguna de estas cláusulas, Tomás Gállego acabaría la obra conforme al primer proyecto 
El incumplimiento del contrato, por cualquiera de las partes, estaba respaldado con las personas y bienes del que lo quebrantara.
Con fecha imprecisa, finales del siglo XIX o principios del XX, se añadió una segunda campana que tocaba los cuartos de hora.
El 9 de septiembre de 1960, se inauguró el acondicionamiento de este reloj de manual a eléctrico. Este día también se inauguró la esfera que mira a noreste.
La Orden de 7 de enero de 2003, del Departamento de Cultura y Turismo del Gobierno de Aragón, declaraba Bien Catalogado del Patrimonio Cultural Aragonés la «Torre del Reloj» de Ayerbe, en la provincia de Huesca.
En el año 2006 se instaló un reloj electrónico, y el entonces alcalde de Ayerbe, se deshizo de la maquinaria antigua, que recordemos estaba dentro de un bien catalogado por el Gobierno de Aragón desde el año 2003.
En el año 2014 fue recuperada la máquina del reloj que la guardaba un coleccionista. Está expuesta en las dependencias de la Casa Consistorial de Ayerbe.

## Ubicación urbana y funcionalidad
El emplazamiento de la torre se debe a la situación de la casa del Concejo en el momento de su construcción. Por el cimiento necesario para la altura que precisaba, se hizo en el llano, unos metros más abajo y delante de dicha casa, poniendo una esfera de reloj mirando a sureste. 
El reloj de herrero o mecánico que se colocó en un principio, requería esta altura de torre para su funcionamiento. Estaba accionado por una pesa que pendía de una cadena. El funcionamiento del reloj estaba regulado por un mecanismo denominado escape. La tracción de la pesa se producía solo cuando el escape liberaba a intervalos regulares el mecanismo de relojería, con lo que se producía el avance. Cada hora en punto, se accionaba un sistema que permitía que un martillo golpeara una campana el número de veces correspondiente a la hora marcada. La pesa tardaba veinticuatro horas en llegar al suelo y se hacía un remontaje manual. El material del que estaba hecho (hierro o acero) sufría de la expansión y contracción que provocaban los cambios de temperatura, causa que lo hacía inexacto en un rango de 15 a 30 minutos al día por lo que tenía que ser ajustado diariamente.

## Curiosidades
Dice la tradición popular que los ayerbenses levantaron esta torre para: 
- poner un reloj y no tener que mirar al reloj de sol del palacio de los marqueses
- que dejara de ser el palacio el edificio más alto de la villa

Desde 1960 en que fue alojada en la torre, durante muchos años funcionó una sirena que sonaba a las horas de apertura y cierre de los comercios. También con ella se avisaba de que había incendio
Los trabajos para hacer el hueco y posterior acomodo de la segunda esfera de reloj, fueron realizados por Jesús Giménez Salas ( Sisto ), José Giménez Nisarre ( Pepe el cartero ) y Antonio Latorre ( El alguacil ).